# Kirkkonummi
Kirkkonummi (szw. Kyrkslätt) – miasto w Finlandii w prowincji Finlandia Południowa. Ma 36 069 mieszkańców (28.02.2009).

## Sport
- HCK Salamat – klub hokeja na lodzie